# 籠
籠（かご、英: basket バスケット）とは、（竹、籐（）、柳、針金 などを）編んで作った入れ物で、短冊状ないし細い「ヒゴ」状の素材を組み合わせた容器の総称である。

## 概説
茎状あるいは短冊状の素材を組み合わせて作る。

### 素材
手近な植物性素材である籐（ラタン）、葦、（東洋では）竹や柳などの他、馬の毛、鯨ひげなどの動物性素材も用いられ、近代以降は針金（金属線）製、鋼線をビニールで被覆したものや真鍮製（被覆無し）、ステンレスや銅製、合成樹脂、熱可塑性樹脂などが使用されることもある。大量生産する場合は、不揃いになりがちな自然素材が減り、合成樹脂や金属素材の使用頻度が上がる。
- 籐（ラタン）製のカゴ
- イトラン、カヤツリグサ、杉皮で編まれている籠（19世紀末から20世紀初頭、ワシントン州北東部マカ族の籠）。
- 竹製の籠。（バングラデシュ）
- 合成樹脂でできた、スーパーなどの店内用の、買い物カゴ

### 制作
植物性素材の場合は、まず茎や蔓を簡単に加工しておいてから編んだり、「へぎ板」を作っておいてから編む方法もある。
農園のある地域では籠の材料の種類も豊富で（ラタン、温帯地域の薄い葉を持つヤシ科の植物、熱帯地域の広い葉を持つパイナップル科の植物など）、籠編み技術にも影響を与えた。材料の種類によって籠編みの技法は異なる。籠編みの技法を用いて色、材料、大きさ、パターン、ディテールなどで自由に表現でき、芸術的な作品も制作可能である。
一般人が自作することもできる。入門書などが刊行されていて、蔓、枝、樹皮、竹皮、わらや ワイヤーなどの他、
エコクラフトテープ、細く丸めた広告チラシ類も材料にできる。
- 籠作り（1900 - 1910年ころ、北米、プエブロ、ホピ族）
- 籠作り（1915年 - 1920年、東インド）
- 籠をつくる女性（現代、カンボジア）

## 用途

### 運搬用の容器
商品の搬送に使われた。
- 籠に野菜を満載し頭にのせて歩く女性。（インド、バンガロールのKRマーケット）
- カゴと棒で魚を運ぶ女性たち（1915年、日本）

### 収納、整理整頓
室内や店頭で、物品を分かりやすく揃えた。
- 「カゴと六つのオレンジ」（フィンセント・ファン・ゴッホ画）
- 店頭（店先）で、商品の果物を並べておくのに使われているカゴ。（「フルーツバスケット」）

### 洗濯道具
洗濯した服を入れるのにも使われる。
- 洗濯物入れのかご。ランドリー・バスケット。

### 調理道具
ふるいとして使うこともある。

### 農具
農具として収穫物を収めたり、種や穀物の識別時に使われる。家禽類を入れる檻のように使うこともある。
- コーヒー豆を収穫し籠に集める女性（エチオピア）。
- 左側は家禽を入れておくための籠。（右側の浅い籠はエビ、小魚の販売用）（中国海南省海口市)。

### ペットのベッド
クッションなどを入れて、ネコやイヌなどのベッドとして用いられることもある。
- 犬のベッド
- ネコとバスケット
- 猫ちぐら

### 宗教儀式の道具
平安時代の「髯籠（ひげこ）」は竹を編み残した端があり、柱や旗竿の先に依り代として付けられた。

### 装飾
2025年時点では高島屋等の通信販売サイトで「薬玉髭籠」「薫籠」が売られてる。

## 歴史
紀元前9千年紀、中東では籠作りの技術を絨毯にも使用していた可能性がある。紀元前7千年紀、オアシスアメリカで籠編みが行なわれていたとされる。。紀元前30世紀、編み込み技術は広がっていた。
当初、籠は保存や運搬、散乱しがちな家庭用品の整理など多目的な用途のためデザインされていた。
地方の女性などが頭の上に籠をのせて運搬することもある。ギリシア美術ではこれをカネフォロスと呼ぶ。

## 材料
一般的な材料を以下に示す:
- 枝
- トウ
- ヤシ
- 竹
- 藁
- 金属
- 合成樹脂（プラスチック）

ヤシでできた籠(手前)および枝でできた籠(奥)

- 炭素繊維強化プラスチック[要出典]

## 比喩および文学的用法
「to hell in a handbasket 」は「急速に悪化する」ことを意味する。語源は明らかにされていない。
「basket 」は「婚外子」の意味で主にイギリス英語で使用されることもある。